# Hopewell, Illinois
Hopewell là một làng thuộc quận Shelby, tiểu bang Illinois, Hoa Kỳ. Năm 2010, dân số của làng này là 410 người.

## Dân số
Dân số qua các năm:
- Năm 2000: 396 người.
- Năm 2010: 410 người.